# Offene Haushaltsdaten
Offene Haushaltsdaten sind frei zugängliche Daten aus den Haushaltsprozessen in Politik und Verwaltung.

## Offenes Haushaltswesen
In vielen Staaten ist in den Haushaltsgrundsätzen bereits geregelt, dass das Haushaltswesen transparent, öffentlich und nachvollziehbar angelegt sein soll. Zu den in Deutschland gültigen Haushaltsgrundsätzen gehören neben Aufgabenerfüllung, Vorherigkeit, Jährlichkeit, Wirtschaftlichkeit, Sparsamkeit, Gesamtdeckung und Haushaltsausgleich auch mehrere Transparenz- und Öffentlichkeitspflichten. Mit ihnen soll die Bevölkerung über die Pläne, Bewirtschaftung, Rechnungslegung und Prüfung informiert werden. Hierzu zählen unter anderem die Haushaltsprinzipien der Vollständigkeit (Art. 110 (1) GG, §11 BHO), der Klarheit und Wahrheit (§§13, 14, 17 BHO), der Öffentlichkeit (§10 BHO) und der öffentlichen Haushaltsdebatte (Art. 42 GG; Art. 104a ff. GG).
In Österreich regelt der Stabilitätspakt 2012 erstmals eine Veröffentlichungspflicht der Haushaltsbeschlüsse von Ländern und Gemeinden im Internet „in einer Form [...], die eine weitere Verwendung ermöglicht (z. B. downloadbar, keine Images oder PDF).“

## Offene Haushaltsdaten (Open Budget Data)
Offene Haushaltsdaten (Open Budget Data) sind jene Datenbestände des Haushaltswesens des öffentlichen Sektors, die von Staat und Verwaltung im Interesse der Allgemeinheit ohne jedwede Einschränkung zur freien Nutzung, zur Weiterverbreitung und zur freien Weiterverwendung frei zugänglich gemacht werden. Hierbei handelt es sich in erster Linie um Haushaltsplandaten, Haushaltsbewirtschaftungsdaten, Haushaltsbelege und Haushaltsberichte von Gebietskörperschaften und Behörden ohne Personenbezug. Werden diese Haushaltsdatenbestände strukturiert und leicht maschinenlesbar in einem offenen Format von den zuständigen Behörden proaktiv bereitgestellt, lassen sie sich durchsehen, durchsuchen, filtern, aufbereiten, überwachen und weiterverarbeiten.
Offene Haushaltsdaten setzen auf offenen Haushaltssystemen auf und tragen zur Haushaltstransparenz von Behörden und Gebietskörperschaften bei. Die elektronische Aufbereitung erlaubt es, papierbasierte Nachteile wie Medienbrüche, komplexe Zahlenwerke und lange Transportzeiten zu überwinden. Setzen die beteiligten Stellen im Haushaltswesen zunehmend auf offene Standards, Schnittstellen und Interoperabilität, so können Haushaltssysteme noch stärker miteinander verknüpft, Benchmark-Ringe eingerichtet und Folgen von Entscheidungen aufgezeigt werden (von Lucke 2011, S. 10). Tagesaktuelle Auswertungen vorhandener Haushaltsdaten erlauben Politik und Verwaltung eine zeitnahe wirkungsorientierte Steuerung. Haushaltsdatenkataloge und darauf aufsetzende Datenportale erleichtern Interessierten die Suche nach bestimmten Datenbeständen. Bisher sind diese Überlegungen in Deutschland aber kaum umgesetzt. Ein übergreifender politischer Wille nach offenen Haushaltsdaten wurde noch nicht mit strikten Zeit- und offenen Standardisierungsvorgaben bekundet. Vielmehr besteht die Sorge, dass die Bereitstellung der Rohdaten und Systemanpassungen zu Mehraufwand führt, ohne jenseits von Transparenz weitere Mehrwerte zu generieren und dass Missdeutungen und Fehlinterpretationen Arbeitskräfte in der öffentlichen Verwaltung unnötig binden. Nutzen Bürger offene Haushaltsdaten und bringen sie sich im Sinne von Open Budget 2.0 auf Basis dieser Datenbestände in die bestehenden Haushaltsprozesse stärker ein, so können solche Bedenken widerlegt werden.

## Vernetzte offene Haushaltsdaten (Linked Open Budget Data)
Vernetzte offene Haushaltsdaten (Linked Open Budget Data) sind jene Datenbestände des Haushaltswesens im öffentlichen Sektor, die von Staat und Verwaltung im Interesse der Allgemeinheit ohne jedwede Einschränkung zur freien Nutzung, zur Weiterverbreitung und zur freien Weiterverwendung frei zugänglich gemacht und über das World Wide Web miteinander vernetzt werden.
Interaktive Visualisierungen helfen, Tabellen- und Zahlensammlungen besser zu verstehen. Mittlerweile sind vielfältige Darstellungsformate und interaktive Visualisierungsdienste für Daten verfügbar, die weitaus mächtiger sind als die klassischen Tabellen und Kuchendiagramme der vergangenen Jahrzehnte oder die gedruckten Werke. So bieten neuartige Darstellungsmöglichkeiten wie etwa Druckanzeiger, Hitzekarten, detaillierte Geokarten, interaktive Visual Tree Maps, dreidimensionale Zeitleisten, Wissenskarten und rotierende Themenwolken. Kartographische Aufbereitungen in interaktiven Formaten helfen, die räumliche Mittelverteilung darzustellen. Solche Aufbereitungen lassen sich über das World Wide Web und soziale Medien vernetzen und in Communitys, Diskussionsforen oder Bewertungsdienste einbinden.
Visualisierte und kommentierbare Angebote auf Basis von Haushaltsplandaten erlauben es, dass sich Bürger und Unternehmen um die Haushaltsdebatte herum vernetzen, Vorschläge kritisch und konstruktiv kommentieren und sich dabei eine Meinung bilden. Ganz im Sinne von Open Data sollte der zeitunabhängige Zugang zu vernetzten offenen Haushaltsdaten möglich, eine Weiterverbreitung und Folgenutzung durch Dritte erlaubt sowie Barrierefreiheit gesichert sein. Weder Gruppen noch Personen dürfen durch den Zugriff diskriminiert werden. Auch eine Einschränkung der Einsatzzwecke wäre inakzeptabel. Offene Haushaltsplandaten können von Bund, Ländern und Kommunen in elektronischer Form vergleichsweise günstig an Politiker, Presse und Bürger versendet werden. Sie ermöglichen es zudem, dass sich auch Dritte um eine eigenständige Analyse und Aufbereitung der Daten kümmern können, ohne diese erneut manuell erfassen und aufbereiten zu müssen. Neuartige Visualisierungen könnten rasch zu weiteren Erkenntnissen führen. Gerade wenn der Haushaltsplan ergebnisoffen diskutiert werden soll, wird den meisten Bürgern erst durch eine Visualisierung bewusst, wie viele Einnahmen und Ausgaben faktisch bereits im jeweiligen Haushaltsplan durch Vorgaben gesetzt sind und wie gering der eigentliche Spielraum noch ist.

## Quelle
- Jörn von Lucke et al.: Open Budget 2.0 & Open Budget Data - Öffnung von Haushaltswesen und Haushaltsdaten - Gutachten für die Deutsche Telekom AG zur T-City Friedrichshafen (PDF; 701 kB), Stand: 24. Oktober 2011, Deutsche Telekom Institute for Connected Cities, Zeppelin University gGmbH, Friedrichshafen 2011.